# Friuli Aquileia Merlot
Il Friuli Aquileia Merlot è un vino DOC la cui produzione è consentita nella provincia di Udine.

## Caratteristiche organolettiche
- colore: rosso rubino.
- odore: vinoso, caratteristico.
- sapore: asciutto, morbido, leggermente erbaceo, caratteristico.

## Produzione
Provincia, stagione, volume in ettolitri
- Udine  (1990/91)  4313,71
- Udine  (1991/92)  4011,4
- Udine  (1992/93)  4821,67
- Udine  (1993/94)  4502,47
- Udine  (1994/95)  4583,89
- Udine  (1995/96)  5085,63
- Udine  (1996/97)  5189,76